# Fear: Trump in the White House
Fear: Trump in the White House (Paura: Donald Trump alla Casa Bianca) è un libro di saggistica del giornalista americano Bob Woodward sulla presidenza di Donald Trump. Il libro è stato pubblicato l'11 settembre 2018. Woodward ha basato il libro su centinaia di ore di interviste con membri dell'amministrazione Trump.